# むかいきよはる
むかい きよはるは、日本の漫画家。

## 経歴・特徴
同人活動とアシスタントをして持ち込みをしていたところを、『COMICポプリクラブ』（マックス）編集部が採用してくれた、という。
小学校のころから趣味で絵を描いており、高校の時に友人と同人誌を出したことがきっかけで漫画を描くようになった。元々女の子を描くのは好きだったので男女カップリングの漫画ばかり描いていたが、学生のときにギャルゲーをやって、男性向けの漫画を描くようになった。みつみ美里と☆画野朗の影響を受けており、女の子の表情には気をつかっている。とろけた感じや激しい感じを出せるように試行錯誤しており、かわいさを残しつつ、エロさを出せるように描くことを目標にしている。
バナナオレ、ビール、邦楽ロックが好物である。

## 作品リスト

### 単行本
1. 『カノジョとハジメテノ』[2] 2016年2月27日発売、文苑堂〈EUROPA COMICS〉、ISBN 978-4-86117-230-4

### 読み切り
- みにまむコンプレックス （COMICポプリクラブ 2013年7月号）
- わたしを海に連れてって! （COMICポプリクラブ 2013年9月号）
- かまってカノジョ （COMICポプリクラブ 2014年1月号）
- ビッチな!?あの子 （COMICポプリクラブ 2014年4月号）
- ダイタン!?なあの子 （COMICポプリクラブ 2014年7月号）
- こづくり!?スクランブル （COMICポプリクラブ 2014年11月号）
- カノジョとハジメテノその1 （COMICポプリクラブ 2015年4月号）
- カノジョとハジメテノその2 （COMICポプリクラブ 2015年7月号）
- カノジョとハジメテノその3 （COMICポプリクラブ 2015年8月号）
- カノジョとハジメテノその4 （COMICポプリクラブ 2015年10月号）